# スーパーラック
株式会社スーパーラックは、静岡県牧之原市に本社を置き、静岡県中部地区に食品スーパーを出店する小売業の企業である。CGCグループに加盟している。

## 概要
静岡県中部地区に食料品主体のスーパーマーケット、スーパーラックを3店舗出店している。また、静岡県牧之原市波津でスーパーラック相良店を中核とするショッピングセンター、ミルキーウェイショッピングタウンを運営している。

## 店舗
- 相良店 - 静岡県牧之原市波津
- 浜岡店 - 静岡県御前崎市佐倉
- 菊川店 - 静岡県菊川市加茂

### かつて存在していた店舗
- 愛野店 - 静岡県袋井市愛野南

（現・タカラ・エムシー超タカラ屋 愛野店）